# Shōmetsu toshi
Shōmetsu toshi (消滅都市? lett. "Città annientata"), noto anche con il titolo AFTERLOST, è una serie di videogiochi per smartphone uscita in Giappone dal 2014. Una serie televisiva anime ispirata al gioco e prodotta dallo studio Madhouse è stata trasmessa dal 7 aprile al 23 giugno 2019. Il primo gioco della serie ha superato i 9 milioni di download complessivi in tutto il mondo dalla sua uscita.

## Media

### Anime
| Nº | Giapponese 「Kanji」 - Rōmaji | In onda        | In onda |
| Nº | Giapponese 「Kanji」 - Rōmaji | Giapponese     |         |
| 1  | 「消滅」 - Shōmetsu           | 7 aprile 2019  |         |
| 2  | 「犠牲」 - Gisei              | 14 aprile 2019 |         |
| 3  | 「記憶」 - Kioku              | 21 aprile 2019 |         |
| 4  | 「疑惑」 - Giwaku             | 28 aprile 2019 |         |
| 5  | 「情爱」 - Jōai               | 5 maggio 2019  |         |
| 6  | 「訣別」 - Ketsubetsu         | 12 maggio 2019 |         |
| 7  | 「後悔」 - Kōkai              | 19 maggio 2019 |         |
| 8  | 「選択」 - Sentaku            | 26 maggio 2019 |         |
| 9  | 「運命」 - Unmei              | 2 giugno 2019  |         |
| 10 | 「決断」 - Ketsudan           | 9 giugno 2019  |         |
| 11 | 「信頼」 - Shinrai            | 16 giugno 2019 |         |
| 12 | 「未来」 - Mirai              | 23 giugno 2019 |         |